# Прокопчук Ярина Ігорівна
Яри́на Прокопчу́к (нар. 27 червня 1990, Львів, Україна) — українська співачка. Лауреатка і дипломантка понад 20 конкурсів і фестивалів.
Неодноразово брала участь у концертах, конкурсах і фестивалях у складі дитячого творчого колективу «Цвіркун». Як солістка-вокалістка дебютувала у вересні 2000 року у творчому конкурсі і виборола звання Mini-Miss-Foto «Львів-2000».
Узяла участь у понад 30 регіональних, всеукраїнських та міжнародних конкурсах та фестивалях. Серед них всеукраїнські фестивалі «Дитячий пісенний вернісаж», «Захід XXI століття», «Молода Галичина», «Зірки, на сцену!», «Крок до зірок», «Червона рута», «Чорноморські ігри», «Пісня серця», міжнародні фестивалі «Срібний дзвін», «Кордони єднання».
Лауреатка першого Всеукраїнського конкурсу сучасної релігійної пісні «Пісня серця», оголошеною церквою до приїзду папи Івана Павла II в Україну в 2001 році. Пісня у її виконанні «Великодній сніг» на слова Оксани Сподар та музику Христини Герци увійшла в компакт-диск, подарований Понтифіку під час зустрічі з молоддю у Львові.
Пісня на слова та музику Олександра Саримсакова у стилі new-folk-ezoterik з символічною назвою «Зруш гори» принесла їй перемогу на багатьох конкурсах, а також саме ця пісня у її виконанні відкривала День України на X міжнародному фестивалі творчості країн-членів чорноморської економічної співдружності в Артеку влітку 2002 року
Одружена.

## Освіта
- Музична школа № 5 по класу фортепіано.
- Львівський національний університет імені Івана Франка, економічний факультет.

## Пісні
- «Зруш гори»
- «Побачення»
- «Великодній сніг»
- «Молодому солдатику»
- «Танцюй»